# Zygmunt Urbański
Zygmunt Urbański (ur. 16 marca 1943 w Cyganach, zm. 18 czerwca 2009) – polski komandor dyplomowany, były dowódca Brygady Okrętów Desantowych w Świnoujściu i Komendant Centrum Szkolenia Marynarki Wojennej w Ustce.

## Życiorys
W 1965 ukończył studia na Wydziale Pokładowym Wyższej Szkoły Marynarki Wojennej w Gdyni. W latach 1965–1971 służył w 8 Flotylli Obrony Wybrzeża w Świnoujściu, m.in. jako zastępca dowódcy ORP Orlik i dowódca trałowca ORP Czajka. Po ukończeniu studiów drugiego stopnia na Wydziale Dowódczym Wyższej Szkoły Marynarki Wojennej w Gdyni objął w 1973 stanowisko starszego oficera w Oddziale I Sztabu Głównego Marynarki Wojennej, następnie - szefa sztabu 9 Flotylli Obrony Wybrzeża. W 1980 roku ukończył podyplomowe studia nauk politycznych na Wydziale Humanistycznym Uniwersytetu Gdańskiego, a w 1985 roku podyplomowe studium operacyjno-strategiczne w Akademii Sztabu Generalnego w Warszawie. W 1985 został dowódcą Brygady Okrętów Desantowych w Świnoujściu. Od 1990 do przejścia w stan spoczynku w 2001 był komendantem Centrum Szkolenia Marynarki Wojennej w Ustce. W tym okresie Centrum zostało wyróżnione m.in. Znakiem Honorowym Sił Zbrojnych Rzeczypospolitej Polskiej w 1998 i 2008 oraz w 1999 Pierścieniem Hallera - najwyższym wyróżnieniem Ligi Morskiej i Rzecznej.
Pochowany na Cmentarzu Srebrzysko w Gdańsku (rejon VI, taras II-1-24).

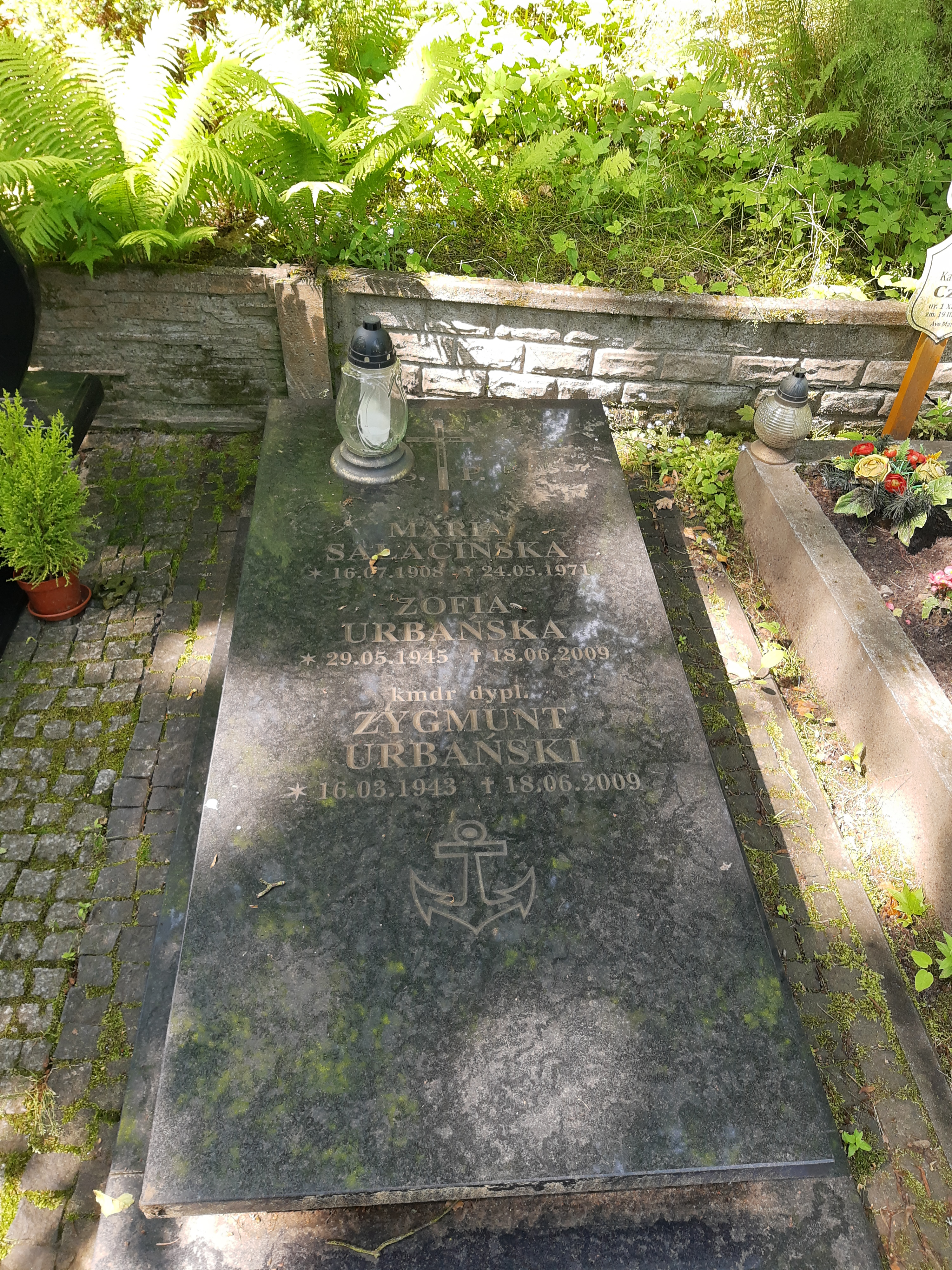
Grób kmdra Zygmunta Urbańskiego na Cmentarzu Srebrzysko

## Odznaczenia
- Krzyż Oficerski Orderu Odrodzenia Polski
- Krzyż Kawalerski Orderu Odrodzenia Polski
- Złoty Krzyż Zasługi[4]